# Костино-Логівська сільська рада
Ко́стино-Ло́гівська сільська рада (рос. Костино-Логовский сельский совет) — сільське поселення у складі Мамонтовського району Алтайського краю Росії.
Адміністративний центр та єдиний населений пункт — село Костин Лог.

## Населення
Населення — 1188 осіб (2019; 1308 в 2010, 1426 у 2002).